# Mijo Udovčić
Mijo Udovčić (Stara Jošava, 11. travnja 1920. – Zagreb, 8. rujna 1984.) bio je hrvatski šahovski velemajstor i teoretičar. Prvi hrvatski šahist koji je stekao naslov šahovskog velemajstora.
Naslov majstora osvojio je na turniru u Zadru 1950., naslov međunarodnog majstora FIDE priznat mu je 1957., a naslov velemajstora 1962. Na prvenstvima Jugoslavije u šahu sudjelovao je 14 puta, a 1963. na 19. prvenstvu države u Zenici bio je prvak Jugoslavije zajedno s Ivkovim. Najbolji turnirski rejting 2674 imao je 1952. na prvenstvu Jugoslavije, a s rejtingom 2618 zauzeo je 39. mjesto svjetske ljestvice 1953. godine.
Rezultati na prvenstvima Hrvatske:
- 3. mjesto – 1950.
- 3. mjesto – 1951.
- 1. mjesto – 1960.
- 2. – 3. mjesto – 1963.

Bio je pobjednik na nekoliko domaćih majstorskih turnira (Poreč 1951., Zagreb 1954., Split 1960.)
Rezultati na međunarodnim turnirima:
- 3. mjesto – Ljubljana 1955.
- 2. – 3. mjesto – Dortmund 1961.
- 2. – 3. mjesto – Berlin 1962.
- 4. – 6. mjesto – IBM Amstrdam 1963.
- 2. – 3. mjesto – Zagreb 1962.

Više je godina bio stalni član reprezentacije Jugoslavije, a nastupao je na XVI. Šahovskoj olimpijadi u Tel Avivu 1964. (I. rezerva: +5 =2 –1, 71,4 %). Autor je jedne varijante Kraljeve indijke, koje se često naziva “zagrebačka varijanta“ (1.d4 Sf6, 2.c4 g6, 3.Sf3 Lg7. 4.g3 0-0, 5.Lg2 d6, 6.0-0 c5). Turnir u Zagrebu 1969. bio mu je zadnji veliki nastup.
Po zanimanju je bio pravnik, a radio je na Općinskom sudu u Zagrebu kao sudac.
Danas se u Zagrebu održava tradicijski novogodišnji šahovski turnir u brzopoteznom šahu "Memorijal prvog hrvatskog velemajstora Mije Udovčića" koji se rejtingira za ljestvicu FIDE brzopoteznog šaha.